# Гірнича промисловість Австрії
Гірнича промисловість Австрії на початку XXI ст. продовжувала скорочуватися. Причини — виснаження родовищ, конкуренція, недостатня економічна ефективність тощо. В Австрії добувають буре вугілля, нафту, залізні, свинцево-цинкові, стибієві та мідні руди, магнезит та іншу мінеральну сировину (див. табл.). В структурі галузі основне місце належить паливній, гірничо-рудній та гірничо-хімічній промисловості. Обсяг виробництва гірничовидобувної промисловості Австрії в 1997 р. оцінюється в 6 млрд австрійських шилінгів. В країні діяло близько 100 гірничодобувних підприємств (44 % — шахт, 56 % — кар'єрів) з числом зайнятих близько 4,5 тис. осіб. Але користуючись з власних сировинних ресурсів Австрія задовольняє лише незначну частину своїх потреб. Імпортується понад 90 % вугілля, близько 80 % нафти, 60 % природного газу, основна частина руд. Експортуються графіт, тальк, магнезит, кухонна сіль і деякі промислові мінеральні напівфабрикати.

## Видобуток мінеральної сировини в Австрії (в тоннах)
| Мінеральна сировина                | 1999       | 2000       | 2001       |
| Буре вугілля                       | 1 137 388  | 1 254 605  | 1 193 970  |
| Залізні руди і залізисті слюди     | 1 751 946  | 1 859 449  | 1 843 275  |
| Вольфрамові руди                   | 410 136    | 416 456    | 465 868    |
| Гіпс                               | 898 830    | 825 077    | 790 478    |
| Ангідрит                           | 100 374    | 120 967    | 138 745    |
| Графіт                             | 2 635      | 669        | 116        |
| Тальк і тальковий сланець          | 129 576    | 133 060    | 137 776    |
| Каолін                             | 152 457    | 118 508    | 89 632     |
| Нафтовий сланець                   | 496        | 440        | 408        |
| Магнезит                           | 748 635    | 725 832    | 680 534    |
| Доломіт                            | 7 968 072  | 7 152 245  | 6 171 999  |
| Глина                              | 1 994 598  | 1 416 201  | 1 734 964  |
| Кварцовий пісок і кварцовий гравій | 6 851 292  | 6 984 557  | 5 045 387  |
| Кварц і кварцит                    | 409 919    | 372 062    | 401 538    |
| Вапняк і мармур                    | 26 408 576 | 23 823 529 | 23 799 657 |
| Мергелі                            | 1 422 684  | 1 558 742  | 1 568 508  |
| Гнейси                             | -          | -          | 2 152      |
| Сірка (при нафтоочистці)           | 9 468      | 9 646      | 10 912     |
| Сіль тверда                        | 1 481      | 1 280      | 1 384      |
| Соляні розсоли, м³                 | 2 691 968  | 3 129 653  | 2 986 153  |
| Сира нафта                         | 962 393    | 970 513    | 957 472    |
| Природний газ, м³                  | 1 740 652  | 1 804 736  | 1 954 423  |
| Діабаз                             | 5 200 771  | 4 933 202  | 4 689 785  |

Паливні корисні копалини. Нафта, вітчизняна й імпортна, є найважливішим джерелом енергії Австрії. Пік видобутку нафти припадає на 1955 рік (3,5 млн т), після чого відбувалося постійне зниження обсягу видобутку. У 1990-ті роки щорічно добувалося близько 1,1 млн т нафти.
У 2003 році австрійська компанія OMV зробила найбільше за останні 25 років нафтогазове відкриття на території Австрії. Розвідувальна свердловина Ердпресс-1 (Erdpress 1) в районі містечка Вайнфіртель (Weinviertel), Нижня Австрія, розкрила поклади із видобувними запасами близько 500 тис. т нафти і 200 млн м³ газу, що становить майже 1/3 річного видобутку вуглеводнів у країні (14 млн барелів у.о.). Початок видобутку очікується в кінці 2003 року. Початковий рівень видобутку визначений в 40-50 т/добу. Видобуток розраховано на 15-20 років. Компанія розраховує збільшити видобуток нафти і газу в 2008 році до 160 тис. барелів/добу, але це буде досягнуто головним чином завдяки зарубіжному видобутку; в Австрії видобуток залишиться на досягнутому рівні.
Вугілля. Австрія щорічно ввозить близько 3 млн т кам'яного вугілля. Імпортується також природний газ. Обсяг видобутку власного лігніту поступово скорочується (в 1991 його було видобуто лише 1,7 млн т).
Інші корисні копалини. У 1995 було видобуто близько 2,1 млн т залізняку (основне родовище Ерцберґ), близько 800 тис. т магнезитової руди, близько 250 тис. т свинцево-цинкових руд. Добуваються невеликі кількості глини, каолін, кухонна сіль, мідні, стибієві й свинцево-цинкові руди, гіпс тощо.

## Наукові заклади. Підготовка кадрів, друк
Див. Гірнича наука, освіта та преса Австрії